# Екологічні функції літосфери
Екологічні функції літосфери — все різноманіття функцій, що визначають і відображають роль і значення літосфери, включаючи підземні води, нафту, гази, геофізичні поля і геологічні процеси, які протікають в ній, в життєзабезпеченні біоти і, головним чином, людської спільноти
Термін і поняття «екологічні функції літосфери» було введено в 1994 р. В. Т. Трофімовим і Д. Г. Зилінгом.
Знання про екологічні функції (властивості) літосфери становлять предмет дослідження нової науки геологічного циклу — екологічної геології.

## Зміст екологічних функцій літосфери
В даний час виділяється чотири основних властивості (функції) літосфери, що впливають на біоту і визначають існування життя на Землі:
- Ресурсна екологічна функція літосфери визначає роль мінеральних, органічних і органомінеральних ресурсів і геологічного простору літосфери для життя і діяльності біоти як біогеоценозів і соціальної структури.
- Геодинамічна екологічна функція літосфери відображає властивості літосфери, що впливають на стан біоти, безпеку і комфортність проживання людини через природні та антропогенні процеси і явища.
- Геохімічна екологічна функція літосфери відображає властивості геохімічних полів (неоднорідностей) літосфери природного і техногенного походження, що впливають на стан біоти в цілому, включаючи людину.
- Геофізична екологічна функція літосфери відображає властивості геофізичних полів (неоднорідностей) літосфери природного і техногенного походження, що впливають на стан біоти, включаючи людину.

Слід враховувати, що зазначені екологічні функції літосфери і їх сучасні прояви зумовлені еволюційним розвитком Землі під впливом природних і техногенних факторів. На тлі еволюції природних середовищ в геологічній історії Землі з розглянутих позицій (тенденції в розвитку екологічних функцій літосфери) виділяється два основних часових етапи. Перший етап — суто природний, охоплює часовий період від зародження життя на Землі (близько 3,5 млрд років тому) до появи людської цивілізації, і другий етап — природно-технічний, особливо охоплює останні 200 років і є породженням техногенезу.
Пріоритетне виділення в екосистемі людської популяції зумовлено її активним впливом на середовище існування, причому на глибини, що значно перевищують вплив решти біоти. У такій якості літосфера не вивчалась і не вивчається в рамках традиційної геоекології, біоекології, біогеографії або екологічного ґрунтознавства.